# Manhattan Night
Manhattan Night (distribuito anche col titolo di Manhattan Nocturne) è un film del 2016 scritto, diretto e co-prodotto da Brian DeCubellis.

## Trama
Porter Wren è un giornalista che lavora per un quotidiano di New York City. Sposato con il chirurgo Lisa Wren, gode di una discreta popolarità e la sua fama è dovuta soprattutto alla brillante risoluzione di un particolare caso di scomparsa di una bambina, là dove gli investigatori avevano fallito. Wren durante un party organizzato dal magnate dell'editoria Hobbs incontra per la prima volta Caroline Crowley.

La Crowley è diventata recentemente vedova in conseguenza del misterioso omicidio del marito, il regista Simon Crowley. Il corpo di Crowley è stato scoperto in un edificio sigillato che stava per essere demolito.
Caroline invita Porter nel suo appartamento dove gli mostra i rapporti di polizia confidenziali relativi alla morte del marito. Chiede così a Porter di indagare sull'omicidio e come incentivo lo seduce, ben sapendo che è un uomo sposato con figli.
Il rapporto tra i due si complica e Porter si trova implicato in una vicenda sempre più oscura e controversa.